# Astiphromma perditum
Astiphromma perditum är en stekelart som beskrevs av Dasch 1971. Astiphromma perditum ingår i släktet Astiphromma och familjen brokparasitsteklar. Inga underarter finns listade.